# 百毒下
百毒下（日语：／ Hyakudoku Kudashi）是日本產瀉藥，非處方藥。主要藥材為大黄、營實、蘆薈、牽牛子、甘草、山帰来，由漢方大黄甘草湯改良而成的和藥。由三重縣的翠松堂製薬生產。